# Amyris guatemalensis
Amyris guatemalensis är en vinruteväxtart som beskrevs av Cyrus Longworth Lundell. Amyris guatemalensis ingår i släktet Amyris och familjen vinruteväxter. Inga underarter finns listade i Catalogue of Life.